# Percy Weasley
Percy Ignatius Weasley (r. 22. kolovoza 1976.) imaginaran je lik iz romana o Harryju Potteru. On je sin Arthura i Molly Weasley, mlađi brat Billa i Charlieja i stariji brat Freda, Georgea, Rona i Ginny. Njegov je mlađi brat Ron prijatelj Harryja Pottera i Hermione Granger. Percy je krenuo u Hogwarts 1987. i u knjigama je, kao i njegov otac i brat Ron, opisan kao visok i mršav.
Percy je u Harryju Potteru i Kamenu mudraca bio gryffindorski prefekt; u Harryju Potteru i zatočeniku Azkabana postao je glavni prefekt. Crna je ovca obitelji zbog nedostatka duhovitosti, a to je i razlog zašto je postao cilj mnogih Fredovih i Georgeovih šala. Međutim, njegova ga majka u početku favorizira zato što nema nikakvih problema u školi.
Percy ima sovu zvanu Hermes nazvanu po glasniku bogova iz grčke mitologije. Hermesa je dobio od oca kad je postao prefekt.
U Harryju Potteru i Odaji tajni Percy se ponašao pomalo tajanstveno, što je čitatelje moglo navesti da pomisle kako je on otvorio Odaju tajni, ali Ginny je kasnije otkrila da on ima tajnu djevojku - Penelope Clearwater. 
U Harryju Potteru i zatočeniku Azkabana bio je na posljednjoj godini školovanja u Hogwartsu. Školovanje je završio u lipnju 1994. i nakon toga je počeo raditi u Ministarstvu magije kao pomoćnik Bartyja Croucha, bivšeg predstojnika Odjela magičnog pravosuđa. Percyju je gospodin Crouch bio poput idola, ali Crouch baš nije cijenio Percyja (nije mu uspio zapamtiti ni prezime - zvao ga je Weatherby). U Harryju Potteru i Plamenom peharu zamijenio je Croucha na mjestu suca na drugom zadatku Tromagijskog turnira i čini se veoma staloženim i profesionalnim sve dok ne pomisli da je Ron u opasnosti (kao i Harry i on je vremensko ograničenje shvatio doslovno). Ocijenio je Harryja visokom ocjenom zbog "pokazivanja moralnosti". Trebao je biti sudac i na trećem zadatku, ali nije mogao doći zbog istrage oko Crouchova dugog izbivanja.
U Harryju Potteru i Redu feniksa Percy je promaknut u mlađeg pomoćnika Ministra magije Corneliusa Fudgea, to je dovelo do osobne i političke svađe s njegovim ocem Arthurom, a vrhunac svađe bila je Percyjeva selidba u London i prekidanje svih veza s ostatkom obitelji. Božićni su darovi koje mu je obitelj poslala vraćeni, a Percy je napustio čak i obiteljsku fotografiju (fotografije su magične pa se likovi u njima mogu kretati i napuštati okvire).
Kad je Percy saznao da je Ron postao prefekt, poslao mu je sovu s čestitkama i savjetom da umjesto odanosti Harryju Potteru, za kojeg je Ministarstvo mislilo da leže u vezi s Voldemortovim povratkom, pokaže odanost Dolores Umbridge, a u hvaljenju Umbridgeove otišao je čak tako daleko da je počeo kritizirati svoje roditelje. Ron je Percyjevo pismo poderao i bacio u vatru.
U Harryju Potteru i Princu miješane krvi Percy je zajedno s Ministrom Rufusom Scrimgeourom posjetio svoju obitelj za Božić, u navodnom pokušaju da se s njima pomiri, iako je njegov dolazak bio samo izlika, a pravi je razlog posjeta bio pokušaj Ministra da nasamo razgovara s Harryjem. U zadnjem dijelu dolazi u Hogwarts pomoći u bitki, a tako se i pomiri sa svojom obitelji koja mu sve oprosti. Kasnije se oženio za ženu zvanu Audrey i s njom ima dvije kćeri Molly i Lucy.

## Ostalo
- Obitelj Weasley